# Tetragnatha polychromata
Tetragnatha polychromata là một loài nhện trong họ Tetragnathidae.
Loài này thuộc chi Tetragnatha. Tetragnatha polychromata được miêu tả năm 1992 bởi Gillespie.